# Friedrich Witte (Unternehmer)

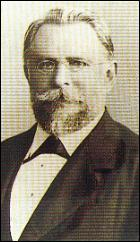
Friedrich Witte

Friedrich Martin Sigismund Carl Witte (* 19. Februar 1829 in Rostock; † 31. Juli 1893 in Rostock-Warnemünde) war ein deutscher Apotheker, Fabrikant und Politiker (NLP, LV, DFP), der sich für das liberale Prinzip des Freihandels einsetzte.

## Leben
Friedrich Witte absolvierte das Gymnasium in Rostock und ging 1845 nach Berlin, um eine Lehre als Apotheker zu beginnen, die wegen seiner guten Kenntnisse um ein halbes Jahr verkürzt wurde. Er arbeitete danach als Gehilfe in Apotheken in Stettin und Aachen, ehe er ein Semester in Berlin und drei in Rostock studierte. 1853 erhielt er den Doktortitel.

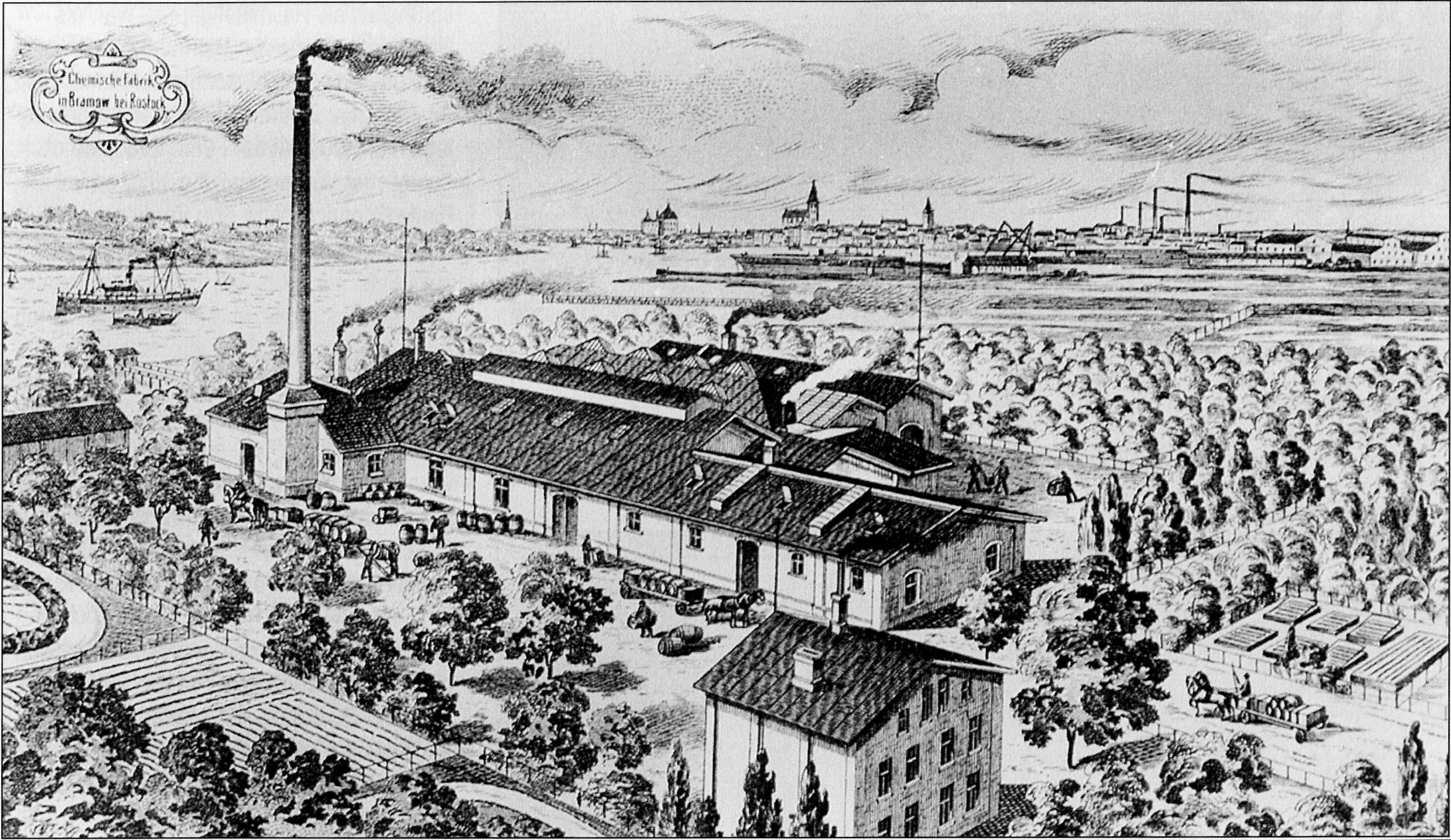
Eine der Fr. Witte Chemische Fabriken in Bramow bei Rostock, um 1890

Wieder in Rostock übernahm er die Hirschapotheke von seinem Vater, an die er 1856 eine Großhandlung für Drogen und Chemikalien anschloss. 1862  verkaufte er diese und gründete mit dem Erlös eine chemische Fabrik in der Schnickmannstraße 14, heute als Wittespeicher bekannt und Keimzelle der Fr.Witte.Chemische Fabriken. 1871 gelang die Gewinnung von Coffein in kristalliner Form aus Teestaub. Zusammen mit dem aus Güstrow stammenden ersten Chemiker, Carl Großschopf (1835–1908), entwickelte in den folgenden Jahren eine Reihe von Produktionsverfahren zur Herstellung besonders reinen Pepsins, von Labpulver, Pepton, Pankreatin und Papain gegen Verdauungsstörungen. Wittes Pepton erlangte sogar Weltruf: Es wurde von Robert Koch als Nährmedium für dessen bakteriologische Forschungen verwendet.
Sehr erfolgreich konnte Witte auf der Weltausstellung 1873 in Chicago damit auftreten. Hier konnte er mit Coffein- und Pepsinprodukten zahlreiche Geschäfte abschließen. Das führte letztendlich dazu, dass Witte Weltmarktführer für diese Produkte wurde. In Wittes Fabrik produzierte Pharmaka wurden weltweit, vor allem aber in die USA und nach Russland exportiert.
Friedrich Witte war neben seiner Tätigkeit als Wissenschaftler und Unternehmer auch von 1863 bis 1885 Mitglied der Repräsentierenden Bürgerschaft, dem Stadtparlament von Rostock und von 1878 bis 1891 für den Reichstagswahlkreis Großherzogtum Mecklenburg-Schwerin 1 Reichstagsabgeordneter. Am 6. Februar 1891 legte er sein Reichstagsmandat nieder. Als Politiker widmete er sich der Handelspolitik und war Mitbegründer und erster Vorsitzender des Mecklenburgischen Handelsvereins.
Mit Theodor Fontane verband ihn seit seiner Jugend eine langjährige Freundschaft. Witte hatte Fontane 1849 in der Polnischen Apotheke (später Dorotheenstädtische Apotheke) von Julius Eduard Schacht in Berlin kennengelernt. Beide arbeiteten dort als Provisoren und durch ihr gemeinsames Interesse für Literatur entwickelte sich daraus später ein intensiver brieflicher Gedankenaustausch. In seiner Berliner Lehrzeit gehörte Witte, wie auch Fontane, dem literarischen Verein Tunnel über der Spree an. Die Familien Witte und Fontane blieben einander eng verbunden. Fontanes Tochter Martha war besonders mit der älteren Tochter des Hauses Witte, Lise, befreundet und verbrachte oft mehrere Monate im Haus Witte, wo sie auch stellvertretend den Haushalt von Anna Witte führte und bei der Erziehung der Kinder mitwirkte. Friedrich Witte betrachtete sie als zweiten Vater.

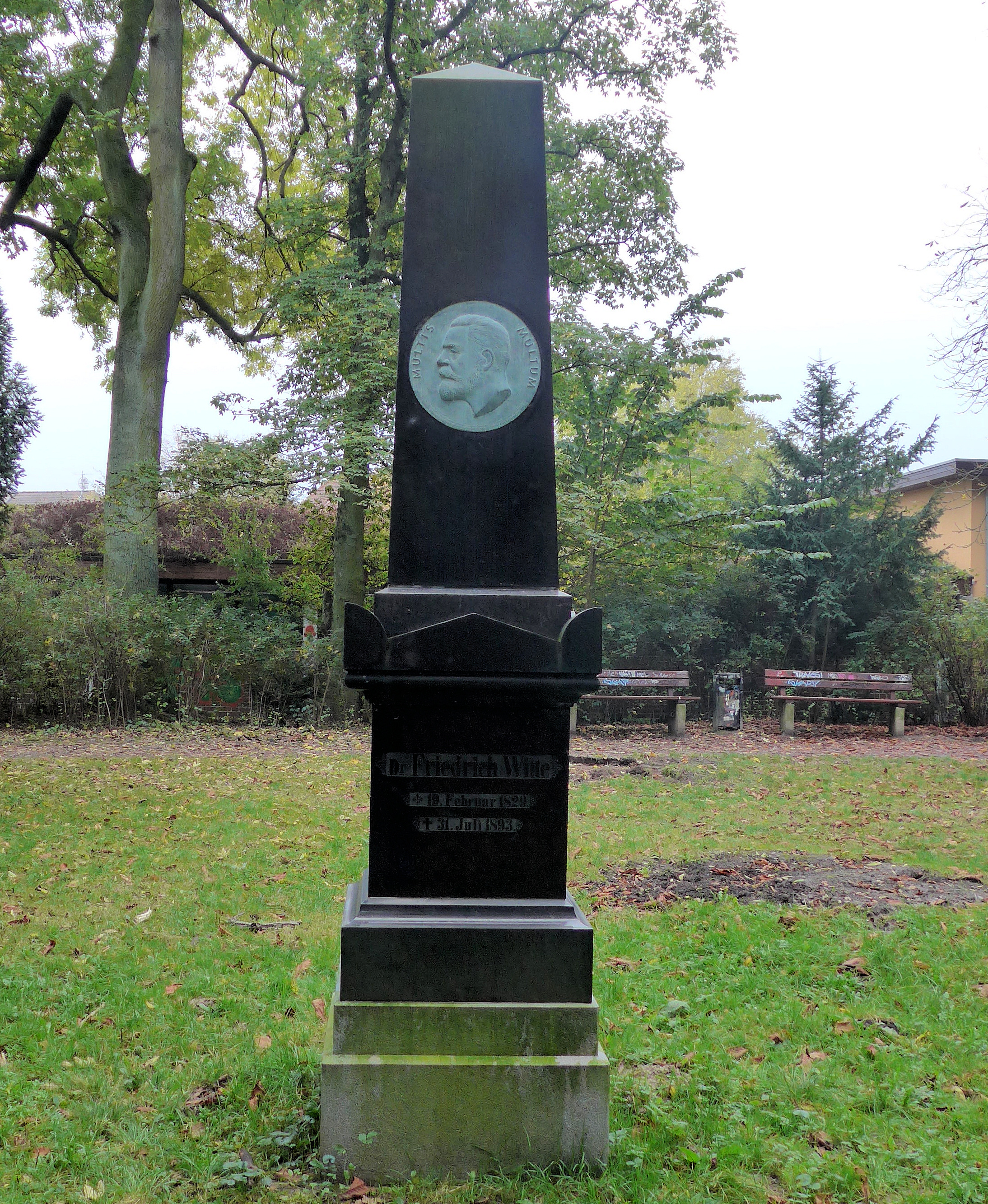
Grabstein im Lindenpark

Witte erlitt einen qualvollen Tod. Sein Grab befindet sich auf dem ehemaligen Alten Friedhof in Rostock, dem heutigen Lindenpark. Der Obelisk konnte nach seiner Sanierung und Ergänzung des fehlenden Porträtreliefs am 25. Oktober 2011 mit einer kleinen Gedenkfeier neu geweiht werden. Möglich wurde dies durch eine großzügige Spende der Jahresköste der Kaufmannschaft Rostock e. V. Das ursprünglich vorhandene Relief-Medaillon stammte von dem amerikanischen Bildhauer Frederick Roth (1872–1944), einem Bruder von Wittes Schwiegertochter, der Frauenrechtlerin Laura Witte. Das neue Relief ist eine Arbeit des Bildhauers Wolfgang Friedrich.
Von den ehemaligen Fabrikgebäuden in der Schnickmannstraße ist lediglich ein Speicher erhalten. In diesem befindet sich heute ein Café und Restaurant, im oberen Teil Wohnungen und Büros.

## Familie
Friedrich Witte war ab dem 7. November 1854 mit Anna Schacht (1834–1910), einer Tochter seines Berliner Lehrherrn, verheiratet. Aus der Ehe gingen vier Kinder hervor: Elise (1858–1923, genannt auch Lise), Friedrich Carl (1864–1938), Annemarie (1870–1947) und Richard (1875–1921). Laura Witte war die Frau seines Sohnes Friedrich Carl. Bekannt wurden auch dessen Sohn, der Politiker Siegfried Witte (1897–1961), sowie die Tochter von Annemarie, die Politikerin Annemarie von Harlem (1894–1983).